# التعاون (الشارقة)
التعاون هو حي سكني من أحياء الشارقة يقع بالقرب من الحدود بين إمارتيّ الشارقة ودبي،يتميز بالبنايات العالية المطلة على بحيرة الممزر وبحيرة خالد وفيه تمر قناة القصباء الشهيرة. والحي قريب من إمارة دبي. وأُطلق تسمية التعاون على هذه المنطقة نسبة لمجلس التعاون الخليجي. حيث تم طورت المنطقة وتطوير البنية التحتية فيها من شوارع وغيرها والدوار الموجود فيها هو دوار التعاون فيه نصب تذكاري يضم أعلام جميع دول مجلس التعاون الخليجي.

## السكن
لم تكن منطقة التعاون قبل بضع سنوات مأهولة كما هي عليه الآن فقد كانت منطقة تفصل بين دبي الشارقة ومع تطور الحركة العمرانية ازداد عدد البنايات والأبراج المرتفعة مما جعلها مأهولة ومزدحمة وذلك لقربها من مدينة دبي.
تتميز  المنطقة بقربها من شاطئ الممزر وحديقة شاطئ الممزر الواقعة قرب الشاطئ و السوق المركزي الذي يعرف أيضاً باسم السوق الأزرق أو السوق الإسلامي وجزيرة النور، حيث يبعدان 13 دقيقة عن المنطقة . كما يتوفر متحف الشارقة للفنون على  بعد 14 دقيقة عن المنطقة